# Bible géante de Mayence

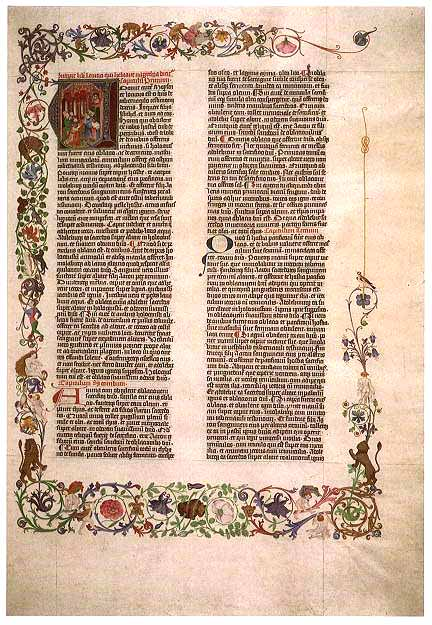
Une page de la bible géante de Mayence

La bible géante de Mayence est un manuscrit de très grande taille de la Bible, produit en 1452-1453, probablement à Mayence ou à proximité. Le manuscrit est remarquable pour sa beauté, et parce qu'il est l'un des derniers manuscrits de la Bible écrits avant l'invention de l'imprimerie en Occident ; il est remarquable aussi pour ses liens éventuels avec la Bible de Gutenberg.

## Le lieu et la date de production
Le colophon de la bible indique que le scribe a commencé son travail le 4 avril 1452 et a achevé le manuscrit le 9 juillet 1453. Vers cette période, les bibles de grande taille, conçues pour être lues à partir d'un pupitre, retrouvent une certaine popularité pour la première fois depuis le XIIe siècle. Dans l'intervalle, des bibles petites, tenant dans la main, étaient plus usuelles.
Bien que le lieu de production n'est pas connu avec certitude, plusieurs éléments de preuve indiquent Mayence, y compris le style de décoration. Le style de l'écriture suggère une origine quelque part dans la région du Rhin moyen ou du Rhin inférieur, et la bible est connue pour avoir été en possession de la cathédrale de Mayence à partir de 1566 au moins.

## Description

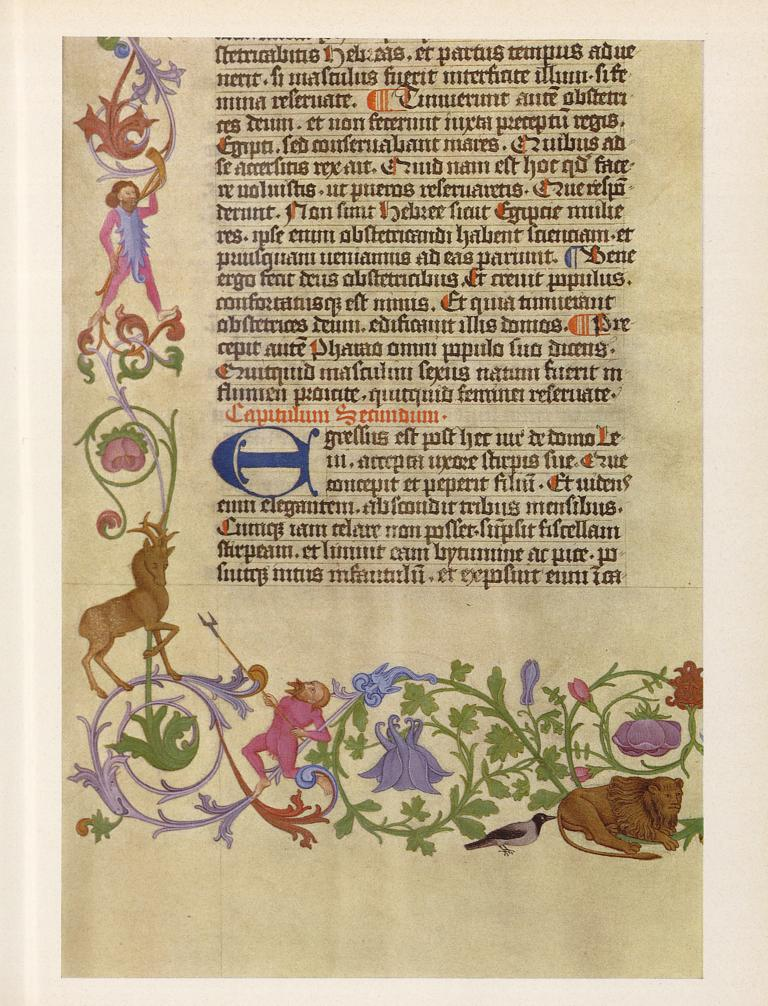
Détail d'une autre page

La bible a été écrite par un seul scribe sur parchemin de haute qualité. Les pages mesurent 576 × 405 mm, et le texte est organisé en 2 colonnes de 60 lignes, avec de grandes marges. Il y a des décorations dans une large gamme de styles, réalisées par plusieurs artistes. Pour des raisons inconnues, la décoration n'a jamais été terminée. Seules quelques pages du premier volume ont des bordures enluminées complexes et finement dessinées qui font la réputation de la bible.
La bible est reliée en 2 volumes, avec 244 feuilles dans le premier et 214 dans le second. Il est probable qu'une feuille préliminaire et les deux feuilles finales sont manquantes. La reliure est en pleine de peau de porc sur un support de bois ; elle est plus ou moins contemporaine du reste du livre. Le texte lu-même est assemblé au dos par neuf cordons et comporte, en haut et en bas, des tranchefiles de soie rouge, blanche et verte.
Le texte de la bible a été peu étudié, mais est proche d'autres exemplaires de la Vulgate de la période:p. 42

## Les propriétaires
La provenance de la Bible est connue à partir de 1566. Cette année-là, le chanoine  Heinrich von Stockheim de la Cathédrale de Mayence dépose la bible dans la bibliothèque  de la cathédrale. Il n'est pas clair s'il en fait don à la cathédrale, ou s'il s'agit d'un dépôt à la bibliothèque du chapitre:p. 6. En 1631, la bibliothèque est saisie comme une prise de guerre par Gustave II Adolphe de Suède, qui  donne la bible à l'un de ses officiers, Bernard de Saxe-Weimar. À sa mort en 1639, est vient, par héritage, à Gotha dans la bibliothèque du  château de Friedenstein. Il y est resté jusqu'en 1945. Il est vendu à Lessing J. Rosenwald, via le libraire Hans P. Kraus, en 1951. En 1952, Rosenwald en fait don à la Bibliothèque du Congrès, où l'un des deux volumes est toujours exposé,,.
La bible est en très bon état, ce qui suggère qu'elle n'a jamais été lue de façon régulière. Il n'y a pas de marques de pouces et très peu de décoloration sur les marges extérieures. Il était paginée au dix-neuvième siècle.

## Relation avec la Bible de Gutenberg
La bible géante a été écrite en même temps que Johannes Gutenberg a imprimé sa bible, et probablement dans la même ville. La Bible de Gutenberg est clairement calquée sur le modèle des bibles écrites à cette époque, par exemple quant à la taille de la page et sa large marge. Il y a été suggéré que la bible a eu une influence particulière sur le Gutenberg, mais les preuves sont tenues.   La police de Gutenberg est dans le même style textura, mais il ne semble pas que la main de la bible géante ait été un modèle pour elle:p. 11,. Le texte de la bible géante n'est pas particulièrement proche de la Bible de Gutenberg.
Plusieurs figures d'animaux, d'humains et les fleurs en évidence dans les bordures décorées de certaines pages sont étroitement liées aux figures exemplaire de la Bible de Gutenberg à l'université de Princeton, et aussi dans le travail du Maître des Cartes à jouer:p. 16,. Il est supposé que le même livre de modèles a été utilisé dans les deux cas. Il a suggéré que le Maître des Cartes à jouer ait pu travailler sur la bible géante, et aussi qu'il avait peut-être  été un associé de Gutenberg, bien qu'il n'y a aucune preuve pour cela,:p. 47. Au contraire, l'exemplaire de Princeton  de la Bible de Gutenberg semble avoir été décoré par un artiste différent de celui de la bible géante.

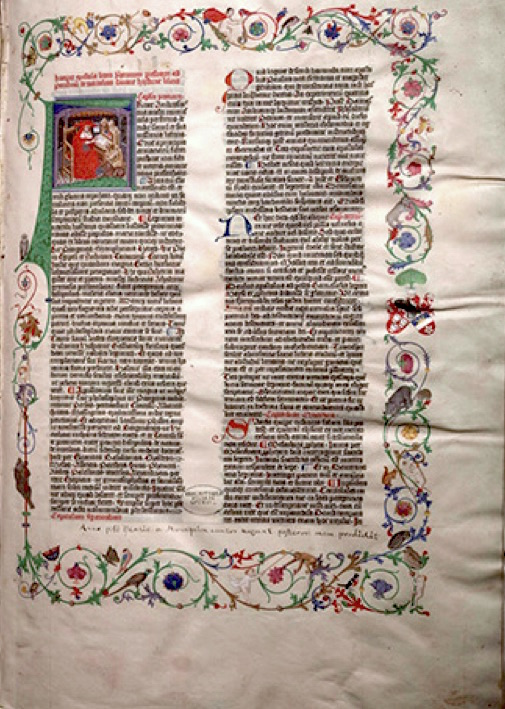
Page 12
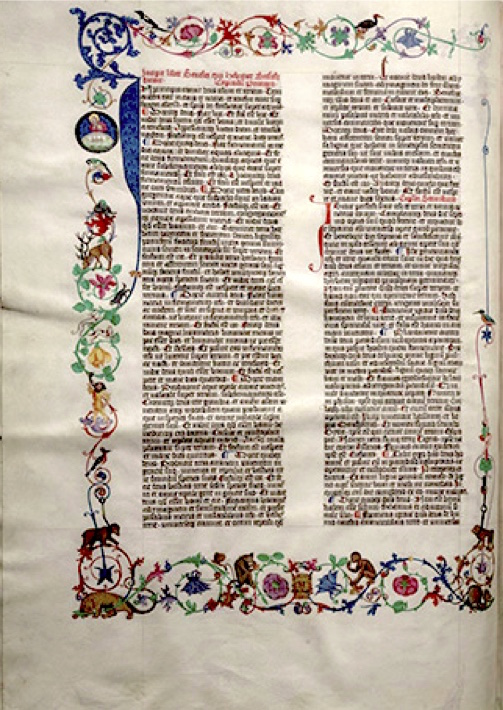
Page 14